# 小型密封便携式自控反应堆

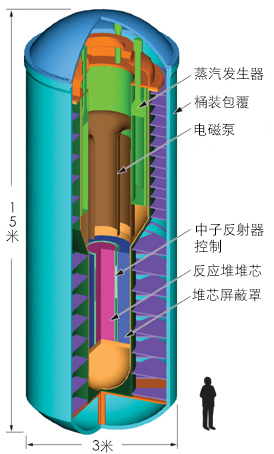
反应堆结构

小型、密封、便携式自控反应堆（英語：Small, Sealed, Transportable, Autonomous Reactor）是一种已提出的由美国劳伦斯利福摩尔国家实验室为主体设计及研发的一款设计上具有固有安全性的快中子增殖反应堆。

## 簡介
SSTAR包含铀-235及铀-238作为自给式燃料，其中部分会被快中子裂变所消耗，另一部分会捕捉反应所产生的快中子进而转换为钚燃料。该型反应堆的设计年限为30年，提供10兆瓦至100兆瓦的恒定电力输出。
100兆瓦版本的预期设计是宽3米、高15米，重达500吨。10兆瓦版本的预期设计重量不超过200吨。为达到设计上的30年使用寿命，中子反射体被放置在核燃料周围作为燃料柱的一部分。因反应堆最终会被完全封闭，所以预计快中子增殖反应会被用于进一步延长燃料的使用寿命。
SSTAR具有防篡改设计，其目的是防止租用反应堆的国家开启反应堆，从而利用快中子增殖反应产生的钚制造核武器。防篡改的措施包括无线电监控及远程停堆。因此，租赁国将不得不接受外国拥有干预该设施的能力。
该型反应堆被研究用于替代当今的轻水反应堆，并作为一个供发展中国家使用的方案，在租借国使用反应堆数十年后将整个装置运回制造国。其原型机计划于2015年开始测试。但是，其发展似乎已经结束。